# Borišek
Borišek je priimek več oseb:
- Jure Borišek, slovenski šahist
- Milan Borišek, slovenski jadralni pilot in učitelj letenj